# وایمیشل
وایمیشل (به آلمانی: Weihmichl) یک شهر در آلمان است که در بایرن واقع شده‌است.

## خصوصیات
وایمیشل ۳۲٫۱۶ کیلومترمربع مساحت دارد ۴۴۰ متر بالاتر از سطح دریا واقع شده‌است.